# Leandra opaca
Leandra opaca är en tvåhjärtbladig växtart som beskrevs av Alexander Curt Brade. Leandra opaca ingår i släktet Leandra och familjen Melastomataceae. Inga underarter finns listade i Catalogue of Life.